# Hybridgullregn
Hybridgullregn (Laburnum ×watereri) är en hybrid mellan alpgullregn (L. alpinum) och sydgullregn (L. anagyroides). Odlas som prydnadsväxt i Sverige.
Den är till utseendet mitt emellan föräldraarterna, men bildar vanligen mycket långa blomklasar på över 40 cm. Gullregn har mycket giftiga frön men Hybridgullregn bildar få eller inga frön och har i princip ersatt arterna som trädgårdsväxt.

## Sorter
- 'Alford's Weeping' - har hängande grenar. Sparsam blomning.
- 'Vossii' - har upp till 60 cm långa, väldoftande blomklasar. Tätt växtsätt.
- 'Vossii Goldleaf' - en gulbladig sort.
- 'Vossii Pendulum' - har hängande grenar.

## Synonymer
- Cytisus ×watereri Wettstein, 1891
- Laburnum ×vossii hort.